# Pastoralis praeminentiae
Pastoralis praeminentiae è una bolla pontificia promulgata da Papa Clemente V il 22 novembre 1307, attraverso la quale il Papa ordina l'arresto dei Cavalieri templari e la confisca dei loro beni.

## Contenuto
La bolla pontificia Pastoralis praeminentiae di Papa Clemente V viene inviata in gran secreto a Edoardo II d'Inghilterra nella giornata di Mercoledì del 22 novembre 1307.
(Papa Clemente V, Pastoralis praeminentiae)
Attraverso questa bolla, il Papa chiese al Sovrano d'Inghilterra, e con esso a tutti gli altri re cristiani, di provvedere all'arresto di tutti i Cavalieri templari presenti nel suo territorio nello stesso giorno, e di provvedere alla confisca di tutti i beni, mobili e immobili, proprio come era accaduto in Francia qualche anno prima per volere di Filippo il Bello, dove furono arrestati tutti i membri dell'ordine presenti in Francia, tra i quali anche le più alte cariche dell'ordine, come il Gran maestro Jacques de Molay. 
avere ricevuto il presente documento, ascoltato prudentemente, cautamente e segretamente il consiglio dei tuoi saggi
consiglieri, possa provvedere a far arrestare e quindi rinchiudere in luoghi sicuri, tutti i Templari presenti nel
tuo regno e quelli che vi trovassero rifugio, e nel medesimo giorno, con l'aiuto di fidate persone, confiscare tutti i loro beni, soprattutto di quelli maggiormente a rischio, facendo ciò in presenza di altri in modo che possano testimoniare le tue buone azioni.»
(Papa Clemente V, Pastoralis praeminentiae)

## L'Enciclica
Pastoralis preminentiae folio, disponente illo qui cuncta disponit, licet immeriti
praesidentes, hoc precipue ferventer appetimus, hoc votis ardentibus assectamus, ut
excusso a nobis negligentiae somno, circa Gregis Dominici custodiam, submovendo
noxia et agendo prosutura, animas Deo lucrifacere, sua nobis cooperante gratia,
valeamus.
Sane dudum, circa Promotionis nostrae principium ad apicem Apostolicae dignitatis,
ad nostrum quadam levi suggestione pervenit auditum, quod ab olim de flatu Sathanae in
Templariorum Ordine sparso pestiferi generis femine, subcrevit ex illo messis odibilis,
fructus pestiferos ex sui natura producens: Videlicet quod Templarii sub Religionis
pallio militantes exterius, in Apostasiae perfidia intus vixerunt hactenus, in detestabili
haeretica pravitate.
Caeterum tunc attendentes, quod Ordo ipsorum longis retro temporibus multae refulsit
Nobilitatis gratia et decoris, ac magna fidelium devotio diu viguit apud eos, quodque
tunc nullam audiveramus super praemissis suspicionem, vel infamiam contra ipsos, et
nihilominus quod à suae Religionis exordio portaverunt publicae Signum Crucis,
corpora exponentes et bona contra inimicos Fidei pro acquisitione, retensione ac
defensionc Terrae Sanctae Domini et Salvatoris nostri Jesu Christi pretioso
Sanguine consecratae, suggestioni praedictae noluimus aures credulas exhibere.
Verum postea auribus carissimi in Christo Filii nostri Philippi Regis Francorum
illustris insonuit, quod singuli Fratres dicti Ordinis in suis Professione, cum
Ordinem ipsum ingrediuntur, expressis verbis abnegant Dominum Jesum Christum;
Nec non ldolum adorant in suis Capitulis, et alia nefanda committunt, quae ob ruborem
exprimendi subticemus ad praesens.
Propter quod idem Rex, ad requisitionem Inquisitoris haereticae pravitatis in Regno
suo generaliter a Sede Apostolica deputati, de Prelatorum , Baronum, ac aliorum
sapientum deliberatone solenni, Magistrum Majorem, et alias singulares personas dicti
Ordinis, quae tunc erant in Regno suo, una die cum magna excogitata diligentia capi
fecit, Ecclesiae judicio presentandas, et eorum bona mobilia et immobilia salvae custodiae
assignari pro Terra Sancta, si dictus Ordo damnetur; alioquin pro ipso Ordine
fideliter conservanda.
Deinde praefatus Magister dicti Ordinis spontaneè confessus est palam, presentibus
majoribus Personis Ecclesiasticis Parisius, Magistris in Theologia et aliis,
corruptionem erroris, Abnegationis Christi in Fratrum Professionibus contra primam
Institutionem Ordinis praefati, insitigante Sathana introductam.
Quam plurimi etiam Fratres dicti Ordinis, ex diversis partibus dicti Regni
Francorum dicta scelera funt confessi, veram et non simulatam agentes paenitentiam de commissis;
prout haec dictus Rex nobis per suas litteras intimavit, et ad Nos etiam
postmodum pervenerunt, fama publica deferente.
Nos quoque Fratrem unum Militem dicti Ordinis, magnae generositatis et
auctoritatis Virum, super pravitate jam dicta personaliter examinavimus: 
qui dictum facinus Abnegationis Jesu Christi, in ingressu dicti Ordinis a se commissum, sponte
confessus fuit plenarie coram Nobis.
Et adjecit se vidisse, quod quidam Nobilis in praesentia ducentorum Fratrum, vel
plurium dicti Ordinis, inter quos erant centum Milites, vel circa, ultra mare, videlicet in
Regno Cypri, per praefatum Magistrum dicti Ordinis in Capitulo suo in Fratrem
Templi receptus fuit: et ibi, in dictorum Magistri et Fratrum praesentia, idem
Nobilis, ad mandatum ipsius Magistri, dictum facinus in sua receptione commisit.
Ex quibus, si in Agro plantationis dicti Ordinis, qui ager putabantur esse virtutum,
et grandis sublimatis speculo praelucebat, diabolica ( quod absit ) sint femina feminata,
gravi nostra viscera commotione turbantur.
Sed si praemissa veritate non nitantur, ea comperta, cessabit turbatio, et secundum
Deum jucunditas orietur. Unde ad investigandum veritatem hujusmodi fine mora
proponimus intendere, et quantum Deus dederit, efficaciter vigilare.
Ea propter, quia sicut insinuatione multorum accepimus, super praefactis criminibus
contra Témplarìos ipsos, fama, seu veriùs infamia communis, continue suscipit
incrementum; et ob hoc urget Nos conscientia, ut in his officii nostri debitum
exequamur.
Magnitudinem Regiam requirimus rogamus et hortamur attente, quatenus quam citius
post receptionem praesentium commode poteris, praedictis omnibus intenta meditatione
pensatis, sic prudenter, sic caute, sic secrete, de sapientum Secretariorum tuorum
consilio studeas ordinare, quod omnes et singulos Templarios Regni tui, et alios qui
reperientur in eo, et eorum bona mobilia et immobilia per bonas personas, omni, maxime
quoad bona ipsa, suspicione carentes, meliori modo, quo fieri poterit, capi facias uno die;
personas coram faciens, donec tuae Magnificentiae scribamus aliud, nostro et Sedis
Apostolicae nomine, in locis tutis sub fida custodia detineri.
Bona vero ipsorum mobilia et immobilia aliquibus bonis personis, de quibus non sit
verisimile quod in his, vel in similibus velint fraudem aliquam adhibere, facias
commendari, nostro nomine fideliter conservanda, quousque per Nos aliud fuerit
ordinatum.
Quae quidem Personae de dictis bonis omnibus et singulis teneantur in praesentia
Fratrum quarumlibet Domorum dicti Ordinis, et aliarum plurium bonarum personarum,
et maxime dictis Domibus vicinarum, Inventaria facere, et cum tempus fuerit plenam de
ipsis reddere rationem.
Quarum Personarum depositariarum, propter bonorem tuum, ut melius negotium sine
bonorum direptionis et dissipationis suspicione procedat, nullae sint de tuis Officialibus
servientibus vel aliis servitoribus quibuscumque.
Provisurus quod Terrae, ac Vineae Templariorum ipsorum, eorum expensis, more
solito excolantur; ut bona ipsa dictis Templariis, si reperiantur innocentes, alioquin pro
terra Sancta integre conserventur.
Taliter Te super his habiturus, quod exinde, praeter humanae laudis praeconium, apud
Deum, cuius in hac parte negotium agitur, gratiae tibi proveniat incrementum: 
et nihilominus ex hoc nostram, et Apostolicae Sedis gratiam plenius merearis. Quicquid
autem super praemissis fieri jusseris, et quicquid fuerit executioni mandatum, Nobis,
quam celerius fieri possit, tuis Literis intimare procures.»
(Papa Clemente V, Pastoralis praeminentiae)